# Prințul Alexandru al Țărilor de Jos
Prințul Alexandru al Țărilor de Jos, Prinț de Orania-Nassau (Willem Alexander Frederik Constantijn Nicolaas Michiel, Prins der Nederlanden, Prins van Oranje-Nassau; 2 august 1818 – 20 februarie 1848) a fost al doilea fiu al regelui Willem al II-lea al Țărilor de Jos și a soției sale, Marea Ducesă Anna Pavlovna a Rusiei, fiica Țarului Pavel I al Rusiei. În familie i se spunea Sașa. 